# Promethium
Promethium (von Prometheus, einem Titanen der griechischen Mythologie) ist ein chemisches Element mit dem Elementsymbol Pm und der Ordnungszahl 61. Im Periodensystem steht es in der Gruppe der Lanthanoide und zählt damit auch zu den Metallen der Seltenen Erden. Promethium wurde 1945 als Spaltprodukt des Urans entdeckt. Durch seine Entdeckung wurde die letzte Lücke im Periodensystem geschlossen.
Alle Promethium-Isotope sind radioaktiv, das heißt, sämtliche Atomkerne, die 61 Protonen enthalten, sind instabil und zerfallen. Promethium und das leichtere Technetium (43) sind die einzigen Elemente mit kleinerer Ordnungszahl als Bismut (83), die diese Eigenschaft besitzen.

## Geschichte

### Behauptete Entdeckungen
Zum ersten Mal wurde eine Entdeckung durch die italienischen Wissenschaftler Luigi Rolla und Lorenzo Fernandes aus Florenz gemeldet. Nach der Trennung eines Didym-Nitrat-Konzentrats durch fraktionierte Kristallisation aus dem brasilianischen Mineral Monazit, welches zu 70 % Dysprosium und Neodym sowie zu 30 % aus den anderen Lanthanoiden besteht, erhielten sie eine Lösung, die hauptsächlich Samarium enthielt. Diese Lösung ergab Röntgenspektren, die sie als Samarium und Element 61 interpretierten. Sie benannten das Element 61 zu Ehren ihrer Stadt Florentium. Die Ergebnisse wurden im Jahr 1926 veröffentlicht, doch die Wissenschaftler behaupteten, dass die Experimente im Jahr 1924 durchgeführt worden seien.
Im selben Jahr 1926 veröffentlichten auch Smith Hopkins und Len Yntema an University of Illinois in Urbana-Champaign die Entdeckung des Elements 61. Sie nannten es nach der Universität Illinium.
Keine der beiden Veröffentlichungen konnte bestätigt werden. So behaupteten mehrere Gruppen, das Element erzeugt zu haben, aber die Überprüfung ihrer Entdeckungen schlug aufgrund der Schwierigkeiten bei der Trennung von Promethium von den anderen Elementen fehl.

### Nachweis durch Marinsky, Glendenin und Coryell
Promethium wurde 1945 im Oak Ridge National Laboratory (ORNL) (Tennessee, USA) von Jacob A. Marinsky, Lawrence E. Glendenin und Charles D. Coryell als Spaltprodukt des Urans entdeckt. Bedingt durch die militärischen Forschungen während des Zweiten Weltkriegs wurde ihre Entdeckung erst 1947 veröffentlicht. Den Namen Promethium wählten sie in Anlehnung an den griechischen Titanen Prometheus, der den Menschen das Feuer brachte und so den Zorn der Götter erweckte. Dies war als Warnung an die Menschheit gedacht, die zu diesem Zeitpunkt mit dem nuklearen Wettrüsten begann. Der Name wurde von Grace Mary Coryell, Charles Coryells Frau, vorgeschlagen.

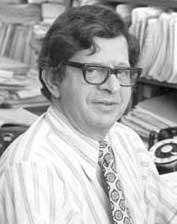
Jacob A. Marinsky
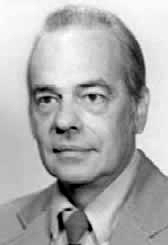
Lawrence E. Glendenin
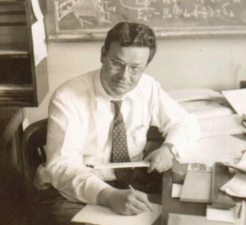
Charles D. Coryell

## Vorkommen

### Irdisches Vorkommen
In der Natur findet sich Promethium zumeist als Produkt der Spontanspaltung von Uran sowie durch Alphazerfall des Europiumisotops 151Eu. In Spuren findet sich das Isotop 147Pm in Pechblende mit (4±1) · 10−15 g/kg. Das gesamte Vorkommen von Promethium in der Erdkruste beträgt etwa 560 g durch Uranspaltung und etwa 12 g durch Alphazerfall von 151Eu.
- Spontanspaltung von Uran:

{\displaystyle {}_{\ 92}^{238}{\rm {U}}\ {\xrightarrow {sf}}{}\ _{\ 57}^{147}{\rm {La}}\ +\ {}_{35}^{89}{\rm {Br}}\ +\ 2{}_{0}^{1}{\rm {n}}}
{\displaystyle \mathrm {^{147}_{\ 57}La\ {\xrightarrow[{{4,015}\ s}]{\beta ^{-}}}\ _{\ 58}^{147}Ce\ {\xrightarrow[{{56,4}\ s}]{\beta ^{-}}}\ _{\ 59}^{147}Pr\ {\xrightarrow[{{13,4}\ min}]{\beta ^{-}}}\ _{\ 60}^{147}Nd\ {\xrightarrow[{{10,98}\ d}]{\beta ^{-}}}\ _{\ 61}^{147}Pm\ {\xrightarrow[{{2,6234}\ a}]{\beta ^{-}}}\ _{\ 62}^{147}Sm\ {\xrightarrow[{{1,06}\ \cdot \ {10^{11}}\ a}]{\alpha }}\ _{\ 60}^{143}Nd} }
- Alphazerfall von 151Eu:

{\displaystyle \mathrm {^{151}_{\ 63}Eu\ {\xrightarrow[{{5}\ \cdot \ {10^{18}}\ a}]{\alpha }}\ _{\ 61}^{147}Pm\ {\xrightarrow[{{2,6234}\ a}]{\beta ^{-}}}\ _{\ 62}^{147}Sm\ {\xrightarrow[{{1,06}\ \cdot \ {10^{11}}\ a}]{\alpha }}\ _{\ 60}^{143}Nd} }

### Außerirdisches Vorkommen
Promethium wurde im Jahr 1971 im Spektrum des Sterns HR 465 (GY Andromedae) nachgewiesen; und möglicherweise in HD 101065 (Przybylski's star) und HD 965.

## Gewinnung und Darstellung
Im Jahr 1963 wurden Ionenaustauscher-Methoden im ORNL verwendet, um etwa 10 Gramm Promethium aus den Brennstoffabfällen von Kernreaktoren zu erhalten. 1963 konnte Fritz Weigel erstmals metallisches Promethium durch Erhitzen von Promethium(III)-fluorid (PmF3) mit Lithium im Tantal-Tiegel herstellen.
{\displaystyle {\ce {PmF3 + 3 Li -> Pm + 3 LiF}}}

## Eigenschaften
Im Periodensystem steht das Promethium mit der Ordnungszahl 61 in der Reihe der Lanthanoide, sein Vorgänger ist das Neodym, das nachfolgende Element ist das Samarium. Sein Analogon in der Reihe der Actinoide ist das Neptunium.

Kristallstruktur von Promethium, a = 365 pm, c = 1165 pm

### Physikalische Eigenschaften
Da das Isotop 147Pm künstlich als Spaltprodukt in wägbaren Mengen gewonnen werden kann, ist es möglich, die Eigenschaften recht gut zu untersuchen. Promethium ist ein silberweißes duktiles Schwermetall. Es besitzt einen Schmelzpunkt von 1080 °C; für den Siedepunkt gibt es Schätzwerte von 2727 und 3000 °C. Unter Standardbedingungen kristallisiert Promethium in einer hexagonal-dichtesten Kugelpackung mit den Gitterparametern a = 365 pm und c = 1165 pm mit einer berechneten Dichte von 7,26 g/cm3.

### Chemische Eigenschaften
Das Metall wird an der Luft recht rasch oxidiert und reagiert langsam mit Wasser. Promethium kommt in seinen Verbindungen ausschließlich in der Oxidationsstufe +3 vor ([Xe] 4f4). Es gibt dabei die beiden 6s-Elektronen und ein 4f-Elektron ab. Die Lösungen sind violettstichig rosa gefärbt. Es bildet unter anderem ein schwerlösliches Fluorid, Oxalat und Carbonat.

## Isotope
Das langlebigste Isotop ist 145Pm mit einer Halbwertszeit von 17,7 Jahren, es folgt 146Pm mit einer Halbwertszeit von 5,53 Jahren und 147Pm mit 2,6234 Jahren. Letzteres wird zumeist zur Untersuchung verwendet, da es in genügenden Mengen als Spaltprodukt entsteht.

## Verwendung
Aufgrund der kurzlebigen Isotope und der sehr geringen Verfügbarkeit findet dieses Element nur in kleinsten Mengen technische Verwendung. Die wichtigste Anwendung ist die als Betastrahler.
Promethium wird in Betavoltaikbatterien genutzt, deren erste kommerzielle Verwendung der Betrieb eines Herzschrittmacheraggregates war. Auch in der Raumfahrt werden sie als Energiequelle in Satelliten eingesetzt.
Das Element ist eine mögliche mobile Quelle für Röntgenstrahlung, die zur radiometrischen Dickenmessung verwendet wird.
Das Nuklid 147Pm diente außer als Betastrahlenquelle auch als Zusatz für Leuchtfarbe, die in Leuchtziffern von Uhren und den Zieloptiken von Waffen, wie der M72 (LAW) eingesetzt wurde.

## Verbindungen
→ Kategorie: Promethiumverbindung

### Oxide
Promethium(III)-oxid (Pm2O3) besitzt drei verschiedene Modifikationen: eine hexagonale A-Form (violettbraun), eine monokline B-Form (violettrosa) und eine kubische C-Form (korallenrot). Der Schmelzpunkt beträgt 2130 °C.

### Halogenide
Sämtliche Halogenide von Fluor bis Iod sind für die Oxidationsstufe +3 bekannt.
Promethium(III)-fluorid (PmF3) ist in Wasser schwerlöslich; man erhält es aus einer salpetersauren Pm3+-Lösung durch Zugabe von HF-Lösung, der Niederschlag besitzt eine blassrosa Farbe. Kristallines wasserfreies Promethium(III)-fluorid ist ein violettrosafarbenes Salz mit einem Schmelzpunkt von 1338 °C.
Promethium(III)-chlorid (PmCl3) ist violett und hat einen Schmelzpunkt von 655 °C. Wird PmCl3 in Gegenwart von H2O erhitzt, so erhält man das blassrosa gefärbte Promethium(III)-oxichlorid (PmOCl).
Promethium(III)-bromid (PmBr3) entsteht aus Pm2O3 durch Erhitzen im trockenen HBr-Strom. Es ist rot und hat einen Schmelzpunkt von 660 °C.
Promethium(III)-iodid (PmI3) ist nicht aus Pm2O3 durch Reaktion mit HI-H2-Gemischen darstellbar, es bildet sich stattdessen Promethium(III)-oxiiodid (PmOI). Durch Reaktion von Pm2O3 mit geschmolzenem Aluminiumiodid (AlI3) bei 500 °C entsteht das gewünschte Produkt. Es ist rot und hat einen Schmelzpunkt von 695 °C.

### Weitere Verbindungen
Promethium(III)-hydroxid (Pm(OH)3) erhält man aus einer salzsauren Pm3+-Lösung durch Einleiten von NH3. Seine Farbe ist Violettrosa.

## Sicherheitshinweise
Einstufungen nach der CLP-Verordnung liegen nicht vor, weil diese nur die chemische Gefährlichkeit umfassen und eine völlig untergeordnete Rolle gegenüber den auf der Radioaktivität beruhenden Gefahren spielen. Auch Letzteres gilt nur, wenn es sich um eine dafür relevante Stoffmenge handelt.